# Josef Vogl (Trachtenkundler)

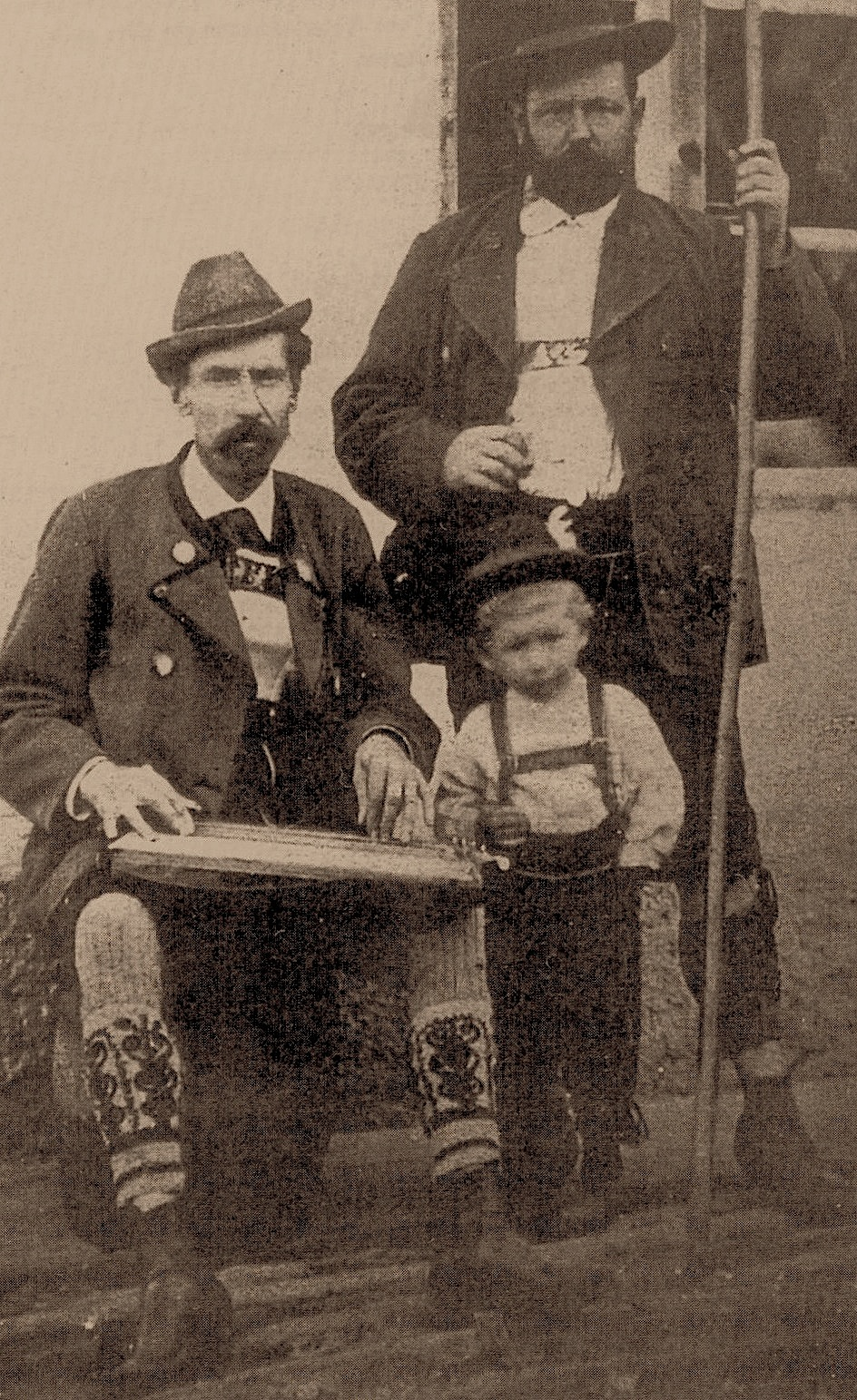
Josef Vogl (links, mit Zither)

Josef Vogl (* 22. Juni 1848 in Emmering; † 22. Juni 1886 in Baiernrain) gilt als einer der Väter der Trachtenbewegung in Bayern.

## Leben
Vogl wurde 1848 in Emmering als viertes Kind des Lehrers Anton Vogl und seiner Frau Walburga (geborene Schwägerl) geboren. Von 1870 bis zum 29. Januar 1876 war Vogl als Lehrer in Grafing tätig und kam dann nach Bayrischzell. Um 1883 setzte er sich für die Erhaltung der alten Trachten und des heimatlichen Brauchtums ein und gründete am 25. August 1883 zusammen mit anderen jungen Burschen den „Verein zur Erhaltung der Volkstracht im Leitzachthal“ und damit den ersten Gebirgstrachten-Erhaltungsverein in Bayern.
1885 übernahm er die Tafernwirtschaft mit Metzgerei in Baiernrain. Am 22. Juni 1886 verstarb er dort an einem Lungenleiden.